# But I do
But I do is een lied geschreven door Paul Gayten en Robert Guldry. De volledige titel luidt (I don’t know why) But I do. Het nummer werd door de diverse artiesten in verschillende landen onder verschillende titels uitgebracht:
- Clarence 'Frogman' Henry bracht het in de Verenigde Staten uit onder I Don’t know why, maar in Nederland onder But I do;
- de meeste covers zoals die van The Walker Brothers, Bobby Vinton en Tom Jones verschenen als But I do;
- slechts een handvol artiesten nam de moeite de gehele titel (al dan niet voorzien van accolades) over te nemen.

## Clarence Frogman Henry
Clarence 'Frogman' Henry bracht het lied als eerste uit en had er ook het grootste succes mee. Het verscheen als I don’t know how why op het Amerikaanse platenlabel Argo Records, en in Nederland door Artone/Funkler Records als But I do. Het lied was opgenomen op het album You always hurt the one you love. But I do verscheen in de Verenigde Staten in 1960, gevolgd door Europa en de lente van 1961.

## Hitnotering
In de Amerikaanse Billboard Hot 100 haalde het de vierde plaats. In het Verenigd Koninkrijk stond het negentien weken in de hitparade met als hoogste notering plaats drie. In het Nederlandse blad Muziek Expres stond het één maand genoteerd op plaats vijftien (betreft maandlijst).

### NPO Radio 2 Top 2000
But I do stond alleen in 2000 in de NPO Radio 2 Top 2000, op plek 1813.